# Sara Moreira
Sara Isabel Fonseca Moreira  (Santo Tirso, 17 oktober 1985) is een Portugese atlete die is gespecialiseerd in de 3000 en 5000 m. Driemaal nam ze deel aan de Olympische Spelen, maar bleef medailleloos.

## Biografie
Moreira maakte haar debuut op een internationaal toernooi op de wereldkampioenschappen in 2007. In de finale van de 3000 m steeple eindigde ze op de dertiende plaats.
Ook op de Olympische Spelen van 2008 in Peking nam Moreira deel aan de 3000 m steeple. In een tijd van 9.34,39 werd ze uitgeschakeld in de reeksen. In 2009 veroverde Moreira op de 3000 m de zilveren medaille op de Europese indoorkampioenschappen van Turijn. In het volgende jaar nam Moreira deel aan de Europese kampioenschappen van Barcelona, waar ze als derde eindigde in de finale van 5000 m. Begin 2013 raakte echter bekend, dat de winnares van deze finale, Alemitu Bekele, betrapt was op het gebruik van doping en was geschrapt uit de uitslag van de EK. Zo kreeg Moreira alsnog de zilveren medaille.
Op de WK van 2011 eindigde Moreira op de twaalfde plaats in de finale van de 3000 m steeple. Ze werd echter betrapt op het gebruik van methylhexanamine en werd voor zes maanden geschorst.
In 2012 behaalde Moreira de bronzen medaille op de EK in Helsinki. Later dat jaar kwalificeerde ze zich voor de tweede keer voor de Olympische Spelen. In Londen nam ze deel aan de 10.000 m. In de finale eindigde ze op de veertiende plaats.
In 2013 veroverde Moreira haar eerste internationale individuele titel: op de EK indoor was ze de beste in de finale van de 3000 m.
Sara Moreira is lid van Maratona Clube de Portugal en wordt getraind door Pedro Ribeiro.

## Titels
- Europees kampioene halve marathon - 2016
- Ibero-Amerikaans kampioene 5000 m - 2016
- Universitair kampioene 5000 m - 2009
- Universitair kampioene 3000 m steeple - 2009
- Europees indoorkampioene 3000 m - 2013
- Portugees kampioene 1500 m - 2010
- Portugees kampioene 3000 m steeple - 2007, 2008, 2009
- Portugees kampioene 5000 m - 2014, 2015
- Portugees kampioene veldlopen - 2008, 2009, 2011

## Persoonlijke records
Baan
| Onderdeel      | Prestatie | Datum            | Plaats    |
| -------------- | --------- | ---------------- | --------- |
| 1500 m         | 4.07,11   | 9 juli 2010      | Barcelona |
| 3000 m         | 8.42,69   | 9 juni 2010      | Huelva    |
| 5000 m         | 14.54,71  | 1 augustus 2010  | Barcelona |
| 10.000 m       | 31.16,44  | 3 augustus 2012  | Londen    |
| 3000 m steeple | 9.28,64   | 15 augustus 2009 | Berlijn   |

Weg
| Onderdeel      | Prestatie | Datum             | Plaats   |
| -------------- | --------- | ----------------- | -------- |
| 10 km          | 32.09     | 11 januari 2015   | Maia     |
| 15 km          | 48.48     | 13 januari 2013   | Lissabon |
| halve marathon | 1:10.50   | 14 september 2014 | Porto    |
| marathon       | 2:26.00   | 2 november 2014   | New York |

Indoor
| Afstand     | Prestatie | Datum            | Plaats     |
| ----------- | --------- | ---------------- | ---------- |
| 1500 m      | 4.10,65   | 4 maart 2011     | Parijs     |
| 3000 m      | 8.44,22   | 13 februari 2011 | Karlsruhe  |
| 2 Eng. mijl | 9.47,99   | 20 februari 2010 | Birmingham |

## Palmares

### 1500 m
- 2011: 7e EK indoor - 4.16,67

### 3000 m
- 2009:  EK indoor - 8.48,18
- 2010: 5e WK indoor - 8.55,34 (na DQ Bekele)
- 2010:  EK team in Boedapest - 8.53,65
- 2013:  EK indoor - 8.58,50
- 2014:  EK team in Tallinn - 9.07,14
- 2015:  EK team in Heraklion - 9.01,67

### 5000 m
- 2009:  Universiade - 15.32,78
- 2009: 10e WK - 15.12,22
- 2010: 4e FBK Games - 14.59,54
- 2010:  EK - 14.54,71
- 2011:  Universiade - 15.45,83
- 2012:  EK - 15.12,05
- 2014:  Portugese kamp. in Lissabon - 15.31,11
- 2014: 6e EK - 15.38,13
- 2015:  Portugese kamp. in Leiria - 16.01,07
- 2016:  Ibero-Amerikaanse kamp. in Rio de Janeiro - 15.40,33

### 10.000 m
- 2010:  Europacup in Marseille - 31.26,55
- 2011:  Europacup in Oslo - 31.39,11
- 2012:  Europacup in Bilbao - 31.23,51
- 2012: 14e OS - 31.16,44
- 2014:  Europacup in Skopje - 32.01,42
- 2014: 5e EK - 32.30,12
- 2015:  Trofeo Iberico in Huelva - 31.12,93
- 2015: 12e WK - 32.06,14

### 3000 m steeple
- 2007: 13e WK - 10.00,40
- 2008: 10e in serie OS - 9.34,39
- 2009:  Universiade - 9.32,62
- 2009: 6e in ½ fin WK - 9.28,64

### 5 km
- 2008:  Correr pela Vida in Lissabon - 16.13
- 2011: 4e Corrida de Mulher in Lissabon - 15.52
- 2012:  Corrida de Mulher in Lissabon - 15.55
- 2014:  Corrida de Mulher in Lissabon - 16.38
- 2014:  Österreichischer Frauenlauf in Wenen - 15.49,6
- 2016:  Österreichischer Frauenlauf in Wenen - 15.37,1

### 10 km
- 2007:  São Silvestre da Amadora - 33.40
- 2008:  Corrida dos 60 Anos Do Metro de Lisboa - 31.25
- 2008:  São Silvestre do Porto - 33.54
- 2008:  São Silvestre da Amadora - 33.13
- 2009:  Great Manchester Run - 32.33
- 2009:  São Silvestre do Porto - 33.12
- 2009:  São Silvestre da Amadora - 33.04
- 2010:  São Silvestre da Amadora - 33.56
- 2011:  Madrid Popular - 32.33
- 2011: 4e Great Manchester Run - 32.11
- 2012:  São Silvestre de Lisboa in Lissabon - 32.20
- 2012:  São Silvestre da Amadora - 32.41
- 2014:  São Silvestre de Lisboa in Lissabon - 33.16
- 2015:  Portugese kamp. in Maia - 32.09

### 15 km
- 2009:  Portugese kamp. in Mirandela - 49.23
- 2011:  Prova de Atletismo de Cesar in Cesari - 50.30
- 2013:  Corrida de São Domingos de Benfica in Lissabon - 48.48

### halve marathon
- 2007:  halve marathon van Ovar - 1:13.26
- 2008:  halve marathon van Peso da Régua - 1:10.38
- 2010: 4e Great North Run - 1:10.08
- 2012:  halve marathon van Douro - 1:10.55
- 2012:  halve marathon van Ovar - 1:11.35
- 2012:  Great Birmingham Run - 1:12.49
- 2014:  halve marathon van Porto - 1:10.50
- 2014:  halve marathon van Lissabon - 1:11.07
- 2015:  halve marathon van Lissabon - 1:09.18
- 2015: 5e halve marathon van Douro - 1:18.51
- 2015:  halve marathon van Porto - 1:10.42
- 2015: 5e Great Scottish Run - 1:10.23
- 2016: 5e halve marathon van Lissabon - 1:10.17
- 2016:  EK - 1:10.19

### marathon
- 2014:  New York City Marathon - 2:26.00
- 2015:  marathon van Praag - 2:24.49
- 2015: 4e New York City Marathon - 2:25.53
- 2016: DNF OS

### veldlopen
- 2007: 7e Portugese kamp. in Campo Maior - 29.53
- 2007: 13e EK U23 in Toro - 23.21
- 2008: 4e Portugese kamp. in Porto - 27.21
- 2008:  Portugese kamp. in Porto de Mos - 12.51
- 2008: 35e EK in Brussel - 29.25
- 2008: 50e WK lange afstand - 27.50
- 2009: 4e Portugese kamp. in Castelo Branco - 27.23
- 2009:  Portugese kamp. in Figueira da Foz - 13.13
- 2009: 16e WK lange afstand in Amman - 27.54
- 2009: 10e EK in Dublin - 28.32 ( landenklassement)
- 2010: 27e WK lange afstand in Bydgoszcz - 26.22
- 2010:  Universiade in Kingston - 16.29,3
- 2010: 9e EK in Albufeira - 27.26 ( in het landenklassement)
- 2011:  Portugese kamp. in Felgueiras - 28.34
- 2011:  Portugese kamp. in Vila Nova da Barquinha - 12.50
- 2011: 20e WK lange afstand - 26.31
- 2012: 12e EK - 28.26
- 2013:  Portugese kamp. in Torres Vedras - 28.34